# پی‌بک (۲۰۱۵)
پِی بک (به انگلیسی: Payback) یک رویداد غیر رایگان (Pay-Per-View) در کشتی حرفه‌ای است که توسط کمپانی دبلیو دبلیو ای تهیه می‌شود و این دورهٔ آن هم در ۱۷ می ۲۰۱۵ در مجموعه ورزشی رویال فارمز اِرینا در شهر بالتیمور ایالت مریلند برگزار شد. این سومین رویداد تحت عنوان پی‌بک بود.

## زمینه‌سازی
پی بک شامل مسابقاتی بین دشمنی‌های موجود، ماجراهای پیش آمده و استوری‌هایی خواهد بود که پیش از این در برنامه‌های راو یا اسمک داون پخش شده بود. کشتی‌گیرها با توجه به مسابقات یا سری اتفاقاتی که برایشان رخ می‌دهد و تنش را به حد اکثر می‌رساند، نقش منفی یا قهرمان به خود می‌گیرند.
در اکستریم رولز، جان سینا طی یک مسابقه زنجیر روسی، روسِف را شکست داد تا کمربند قهرمانی ایالات متحده آمریکا کماکان نزد او بماند. بعدتر در همان شب، لانا پس از ملاقات رووسا ترتیب یک مسابقه مجدد را برای روسف و سینا در پی‌بک داد و روش مسابقه هم از نوع «من کنار می‌کشم» یا «خارج می‌شوم»(به انگلیسی: I Quit Match) تعیین شد.
در اکستریم رولز، سث رالینز با کمک کین توانست رندی اورتن را در یک مسابقه قفس فولادین شکست داده و کمربند دبلیودبلیوئی سنگین‌وزن جهان را نزد خود نگه دارد. در راو ۲۷ آوریل، بعد از رای‌گیری توسط نرم‌افزار WWE App اعلام شد که در پی‌بک، رالینز، اورتن و رومن رینز طی یک مسابقه تریپل ترت بر سر کمربند قهرمانی به مصاف هم می‌روند. در راو ۴ آوریل، دین امبروز در مسابقه‌اش مقابل رالینز به پیروزی رسید تا طبق قرارداد مسابقه، به مسابقه اصلی در پی‌بک بر سر کمربند رالینز اضافه شود و آن مسابقه به یک مسابقه مرگبار چهارجانبه(به انگلیسی: Fatal Four Way Match) تبدیل شود. در راو ۱۱ می، تریپل اچ اعلام کرد که اگر رالینز در پی‌بک کمربندش را از دست بدهد، کین از سمَتش به عنوان مسئول امور اجرایی کمپانی برکنار خواهد شد.
در پیش نمایش اکستریم رولز، نِویل مقابل بَد نیوز بَرِت به برتری رسید. در ۲۸ آوریل و در تورنمنت پادشاه رینگ یا The King of the Ring، بَرِت مقابل نِویل به پیروزی رسید تا عنوان پادشاه رینگ(به انگلیسی: The King of the Ring) را مال خود کند و نام جدید خود را پادشاه بَرِت یا همان کینگ بَرِت انتخاب کند. شیمس هم در رویداد اکستریم رولز و طی یک مسابقه باسنم را ببوس به دالف زیگلر باخت. در اسمک‌داون ۷ می، دالف زیگلر و نِویل مقابل شیمس و کینگ بَرِت پیروز شدند. بدین ترتیب دو مسابقه شیمس مقابل زیگلر و کینگ بَرِت مقابل نِویل برای پی‌بک اعلام شد.

## نتایج
| #                                                                                                 | نتایج | نوع مسابقه | مدت زمان |
| ------------------------------------------------------------------------------------------------- | --- | --- | -------- |
| ۱پ                                                                                                | آر-تروث پیروز مقابل استارداست                                                                                      | مسابقه تک نفره | ۶:۵۰     |
| ۲پ                                                                                                | د اَسِنشِن (کانِر و ویکتور) پیروز مقابل د مِتا-پاوِرز (کورتیس اکسل و ماچو ماندو)                                         | مسابقه تگ تیم | ۲:۵۰     |
| ۳                                                                                                 | شیمس پیروز مقابل دالف زیگلر                                                                                        | مسابقه تک نفره | ۱۲:۲۰    |
| ۴                                                                                                 | د نو دِی (بیگ ای و کوفی کینگستون) (c) (با همراهی زِیویِر وودز) پیروز مقابل تایسون کید و سِزارو (با همراهی ناتالیا) ۲–۱ | مسابقه تگ تیم 2-out-of-3 falls برای قهرمانی کمربندهای تگ تیم                                                                                      | ۱۲:۴۰    |
| ۵                                                                                                 | بری وایت پیروز مقابل رایبک                                                                                         | مسابقه تک نفره | ۱۰:۵۴    |
| ۶                                                                                                 | جان سینا (c) پیروز مقابل روسِف (با همراهی لانا)                                                                     | مسابقه "I Quit" برای قهرمانی کمربند ایالات متحده                                                                                                  | ۲۷:۵۸    |
| ۷                                                                                                 | نِیومی و تَمینا پیروز مقابل دوقلوهای بِلا (بری و نیکی بِلا)                                                            | مسابقه تگ تیم | ۶:۱۳     |
| ۸                                                                                                 | نِویل پیروز مقابل کینگ بَرِت با شمارش معکوس                                                                           | مسابقه تک نفره | ۷:۲۲     |
| ۹                                                                                                 | سث رالینز (c) (با همراهی جِیمی نوبل و جویی مِرکوری و با کمک کین) پیروز مقابل رندی اورتن، رومن رینز و دین امبروز      | مسابقه مرگبار چهارجانبه برای قهرمانی کمربند دبلیودبلیوئی سنگین‌وزن جهان; اگر رالینز موفق به حفظ کمربندش نمی‌شد، کین از سِمَت مدیر اجرایی برکنار می‌شد. | ۲۰:۵۲    |
| - (c) – نشان‌دهنده قهرمان(هایی) است که به میدان می‌روند - پ – نشان‌دهنده این است که مسابقه در پری–شو | | |          |